# Hans Budal
Hans Budal, född 1830, död 1879, var en norsk bildhuggare.
Hans Budal studerade i Köpenhamn och Rom, men hämmades av sin fattigdom. På skandinaviska konstutställningen i Stockholm ställde han ut ett par anspråkslösa flickbyster, som dock vann ganska stor uppskattning. Han fick senare utföra flera mindre uppdrag, bland ett par porträttbyster av Karl XV och drottning Lovisa.